# Strada statale 36 dir del Lago di Como e dello Spluga
La strada statale 36 dir del Lago di Como e dello Spluga (SS 36 dir) era una strada statale italiana.

## Storia
La strada statale 36 dir del Lago di Como e dello Spluga venne istituita nel 1956 riclassificando l'esistente strada comunale da Pianazzo a Madesimo.
Nel 1999 il decreto legislativo n. 461 non inserì la strada nella rete di interesse nazionale e pertanto, secondo quanto prescritto dal decreto legislativo 31 marzo 1998, n. 112 essa venne trasferita al demanio della Regione Lombardia. La declassificazione venne confermata da un successivo decreto del 2001.
Al 2015 la ex strada statale risulta inglobata nella più lunga strada provinciale 1 di Isola, nella provincia di Sondrio.

## Percorso
La SS 36 dir collegava la SS 36 all'importante stazione sciistica di Madesimo.